# Gentpoort
La porte de Gand (en néerlandais: Gentpoort) est l'une des quatre portes médiévales que Bruges a conservées.

## Histoire
Autrefois passage de transit pour l'import et l'export des brugeois au travers des remparts, le monument abrite aujourd'hui un des 16 musées de la ville.

## Galerie

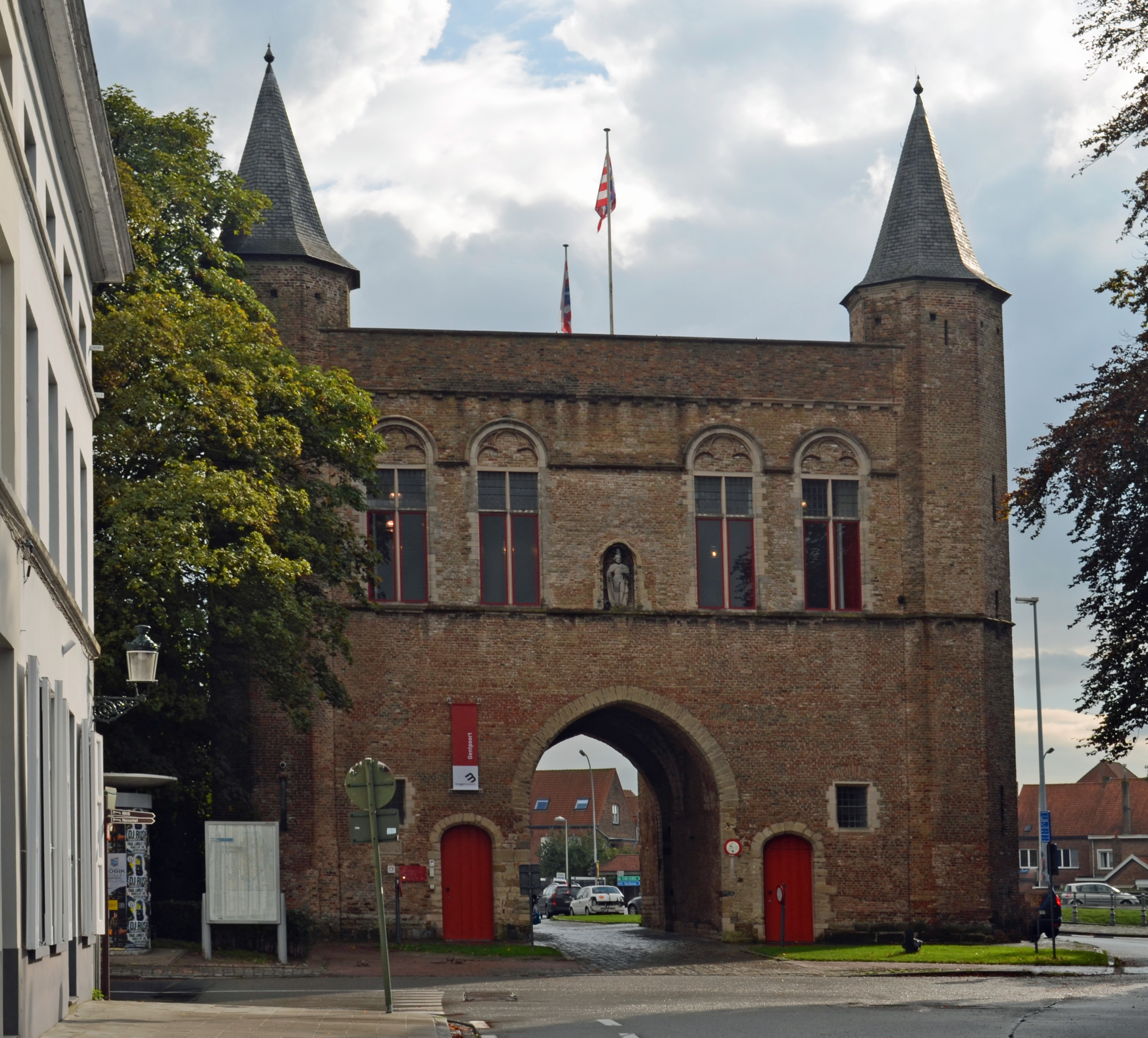
Porte de Gand, à Bruges
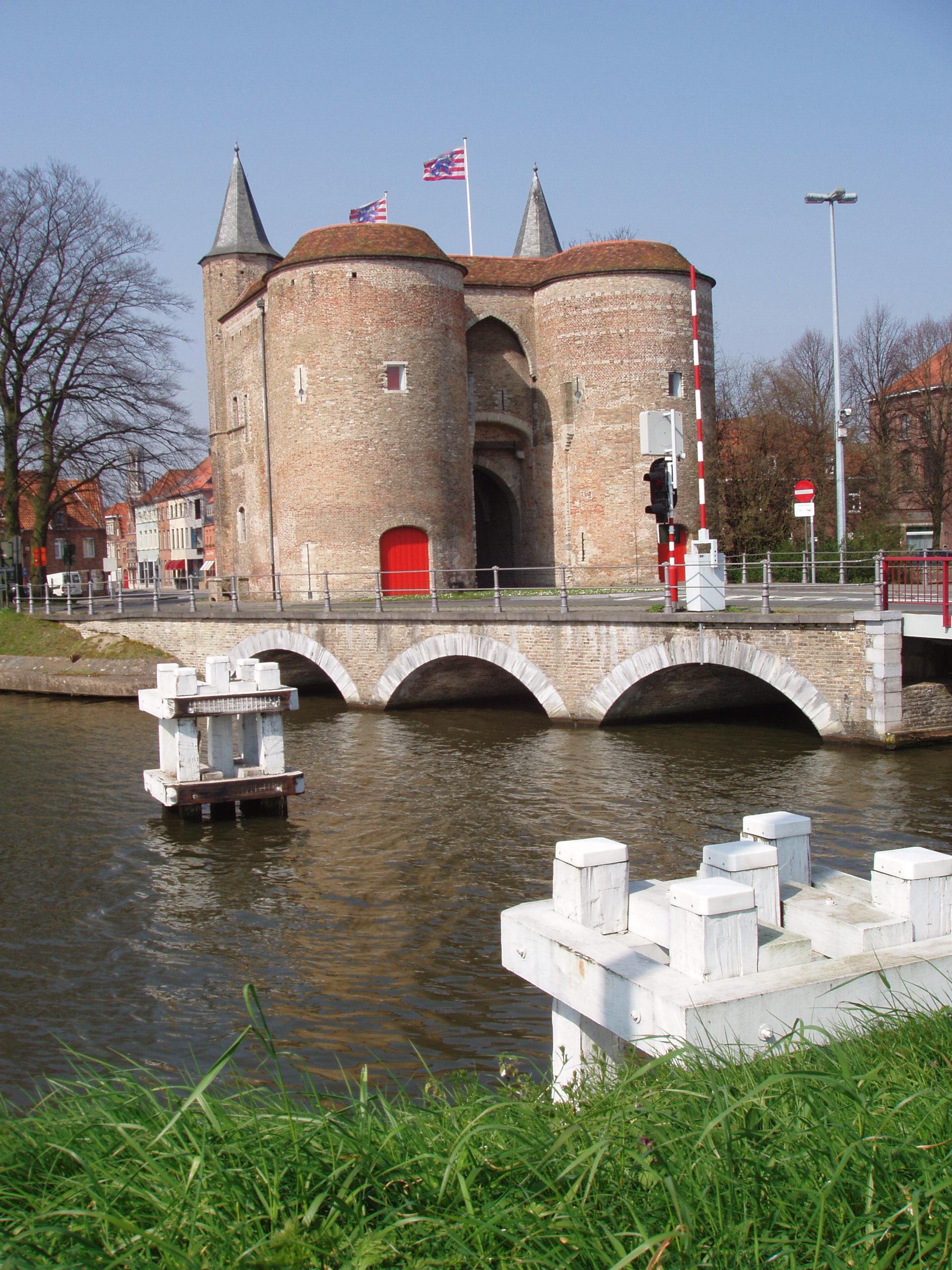
Porte de Gand